# Jerramungup
Jerramungup est une ville d'Australie-Occidentale située dans la région agricole du Great Southern, 454 km au sud-est de Perth et juste à l'ouest de la Gairdner River. La ville de Jerramungup est établie en 1953 comme un camp militaire, avant de devenir une ville en 1957, quand le gouvernement décide d'ouvrir la zone à l'agriculture.
Jerramungup est un mot aborigène signifiant « place où se tiennent les yates ». Les yates sont une espèce d'eucalyptus qui possède des feuilles persistantes et atteint une hauteur de 20 m pour une largeur de 4 m. Il a des fruits orange et des fleurs jaune verdâtre, et est commun dans le sud-ouest de l'Australie-Occidentale. Ce nom a été attribué à la rivière pour la première fois par John Septimus Roe en 1847, lors de son exploration de la région, notant que les Aborigènes se référaient à la rivière et ses nombreuses branches sous la dénomination « Jeer-A-Mung-Up ». Roe a nommé la même rivière Gairdner River près de son embouchure, ne réalisant pas qu'il s'agissait du même cours d'eau, et ce dernier nom persiste aujourd'hui.
La mairie est terminée en 1958 et est connue comme le « Root Pickers Hall » (« le Hall des ramasseurs de racines » car elle a été finance par des bénévoles ramassant les racines d'eucalyptus.
200 tonnes de granite de Verde Laguna provenant de Jerramungup ont été utilisées pour bâtir le Mémorial australien de la guerre de Londres inauguré en 2003.

## Démographie
En 2016, 4,5 % de la population de Jerramungup est aborigène.
79,1 % de la population déclare ne parler que l'anglais à la maison, alors que 1,7 % de la population déclare parler l'allemand, 1,4 % le tagalog et 0,8 % le maori.